# Geis
Pour les articles homonymes, voir Geis (homonymie).
Le terme geis (pl. gessi ou geasa en Irlandais pré-moderne) est un nom féminin de racine -g qui désigne dans la littérature médiévale irlandaise soit un interdit soit une injonction qui se pose sur autrui généralement, mais pas exclusivement, par la parole. L'infraction ou le non-respect de la geis entraîne des conséquences catastrophiques. C'est donc un processus lié au surnaturel et à la magie, mais qui est accessible à tous. Il n'y a pas de critères particuliers et il suffit d'exprimer une geis pour qu'elle soit mise en place.
Il faut toutefois noter que c'est un outil littéraire et narratif et que, par conséquent, les utilisations et les modalités peuvent varier quelque peu selon les textes. Le mécanisme général, cependant, reste le même : un être pose une geis sur autrui afin de le ou la forcer à faire, ou ne pas faire, quelque chose.

## Lageisen action
Il existe de multiples exemples de gessi dans la littérature médiévale irlandaise. Le mécanisme étant simple, il s'applique à toutes sortes de situation.
Dans Tòraigheacht Diarmaid Agus Gràinne, ou La Poursuite de Diarmaid et Grainne, un texte attesté dès le Xe siècle mais dont les seules versions complètes datent du XVIe, la jeune Gràinne pose une geis sur le guerrier Diarmaid afin qu'ils s'enfuient ensemble. Elle est destinée à épouser Fionn Mac Cumhaill, le seigneur de Diarmaid, qui a l'âge d'être son grand-père. Ceci n'est pas de son goût, et elle tombe par ailleurs amoureuse de Diarmaid dès qu'elle le voit. Mais ce dernier, fidèle à son suzerain, refuse de la suivre si bien qu'elle le menace d'une geis. La perspective d'un déshonneur mortel le convainc, et ils s'enfuient ensemble. Il faut noter malgré tout que la geis ne suffit pas à rendre amoureux le jeune homme, qui se refuse à toucher Gràinne car il reste fidèle à Fionn. Dans certaines versions de l'histoire, cette chasteté n'est que passagère, mais dans toutes les versions existantes, Gràinne emploie cette geis afin que Diarmaid l'accompagne.
Certains chercheurs ont supposé que la correspondance de certains motifs narratifs permettaient de voir dans Tòraigheacht Diarmaid Agus Gràinne un ancêtre celtique de Tristan & Iseut. Ces personnes font abstraction avantageuse de la datation de ces deux récits. Un motif narratif uniquement attesté au XVIe siècle ne peut être l'origine d'un texte du XIIe siècle.
Dans le Tàin Bò Cuailgne, ou Razzia des Vaches de Cooley, la figure centrale de Cù Chulainn collectionne et distribue les gessi avec une désinvolture assez caractéristique du personnage. Il est lui-même placé dans sa jeunesse sous un geis qui lui interdit de manger la chair des chiens, sans quoi il sera très affaibli. La razzia éponyme est entamée par la reine Medb, déterminée à prouver que sa richesse est égale à celle de son mari en volant le taureau sacré du royaume voisin d'Ulster. Les hommes de ce royaume ne sont pas en mesure de défendre leur pays car ils sont affectés par une malédiction ancestrale, lancée par une fée qu'ils ont forcée à faire courir contre un cheval lors de son dernier trimestre de grossesse. Mais leur meilleur guerrier Cù Chulainn n'ayant pas encore fêté ses dix-huit ans, il n'est pas considéré comme un homme, et, libre de la malédiction, il se dresse comme seul opposant face à l'impitoyable horde de la reine Medb. Afin de gagner du temps, il leur lance plusieurs gessi différentes qu'il inscrit au moyen d'ogham sur des bâtons et laisse sur le chemin que doit prendre l'armée. L'armée est effectivement retardée et Cù Chulainn est libre de tenir d'autres engagements.
Il est intéressant de noter que dans ce cas, la geis fonctionne comme un outil narratif permettant d'enclencher le récit des macgnìmartha, ou hauts faits de jeunesse, de Cù Chulainn. En effet, quand le roi Aillil trouve la deuxième geis posée par le jeune homme et s'en irrite, il demande à en connaître l'auteur. C'est l'occasion pour Fergus, exilé du royaume d'Ulster, de s'avancer et de faire le portrait du héros, ainsi que le récit de tous les combats qu'il a gagné avant d'avoir fêté ses sept ans.
Les exemples sont multiples : on a des gessi dans Longes mac nUislenn, Aided Oenfhir Aife, Brislech Mòr Maige Muirthemne, et bien d'autres.

## Lesgessiroyales
Les gessi liées à une figure royale, particulièrement lorsqu'elles ont une dimension sacrées, paraissent particulièrement incompréhensibles au lecteur moderne. Cela ne veut pas dire pour autant qu'elles sont le fruit d'un quelconque mysticisme druidique, d'ailleurs anachronique au Moyen-Âge, mais tout simplement qu'elles sont propres à un contexte très différent du nôtre et disparu depuis longtemps. Ainsi, dans La Destruction de la résidence de Da Derga, récit appartenant au Cycle d'Ulster, le roi Conaire :
- ne doit jamais, en rentrant chez lui, présenter le côté droit de son char à Tara, ni le gauche à Bregia
- ne doit pas chasser les animaux de Cerna
- ne doit pas passer neuf nuits de suite hors de Tara
- ne doit pas passer la nuit dans une maison dont le feu reste visible de l'extérieur après le coucher du soleil
- ne doit pas être précédé de « trois hommes rouges » quand il se rend au domicile d'un homme « vêtu de rouge »
- (etc.)

## Sources
- eDIL - Irish Language Dictionary, www.dil.ie
- The Oxford Companion to Irish Literature, ed. Robert Welch, Oxford, Clarendon Press, 1996, 616 p.
- Ancient Irish Tales, ed. Tom Peete Cross et Clark Harris Slover, Dublin, Allen Figgis, 1969, 615 p.